# Red Star (DC Comics)
Pour les articles homonymes, voir Red Star (homonymie).
Red Star, de son vrai nom Leonid Kovar est un personnage de fiction, un super-héros appartenant à l'univers de DC Comics. Créé par les scénaristes Marv Wolfman, Len Wein et le dessinateur Bill Draut, il apparaît pour la première fois dans le comic book Teen Titans vol.1 #18 de décembre 1968. Le personnage est connu pour être un super-héros russe qui a été membre des Teen Titans. En 2006, le personnage est adapté à la télévision dans la série animée Teen Titans : Les Jeunes Titans.
L'exposition à de fortes doses d'énergies inconnues provenant d'un vaisseau spatial donne des super-pouvoirs au russe Leonid Kovar. Il prend pendant un temps le nom de Starfire puis change pour se faire appeler Red Star. Il devient un membre des Teen Titans.

## Biographie du personnage
Leonid Konstantinovitch Kovar est le premier super-héros d'origine russe. Il a reçu ses pouvoirs, en allant enquêter avec son père dans un vaisseau spatial. Il est un patriote russe et il croit au fonctionnement du système socialiste,. Sous le nom de code de Starfire, on lui ordonne de travailler avec les Teen Titans pour lutter contre Andre Le Blanc, un voleur de bijoux. Une animosité entre Kid Flash et le super-héros russe menace de faire capoter la mission. Ils arrivent finalement à surmonter leurs différends et à capturer le voleur,.
Lorsqu'il rencontre les Teen Titans pour la seconde fois, l'équipe américaine tente d'arrêter Leonid Kovar en pensant qu'il est porteur d'un produit radioactif. En réalité, le russe est sur le territoire américain pour arrêter le porteur, qui est sa fiancée. Lorsque Leonid Kovar apprend que Koriand'r utilise également le nom de code Starfire, il en change et choisit Red Star.
Plus tard, Red Star rejoint les Teen Titans, et a plusieurs aventures avec l'équipe. Il devient le compagnon de Pantha et adopte Baby Wildebeest. Ensemble, ils quittent les Teen Titans et l'atypique famille s'installe en Russie. Lorsque Red Star, Pantha et Baby Wildebeest affrontent Superboy-Prime, le super-héros russe finit congelé et est témoin de la mort de sa famille tuée par le kryptonien fou,. Durant les événements de Blackest Night, Pantha et Baby Wildebeest sont réanimés pour faire partie des Black Lanterns et ils attaquent leurs anciens équipiers des Teen Titans dont Red Star. C'est une macabre réunion de famille pour le héros russe. L'héroïne Dawn Granger parvient à couper le lien des ressuscités avec l'anneau noir et leurs corps se désagrègent,.

## Pouvoirs et capacités
Les pouvoirs de Leonid Kowar se manifestent après son exposition à des énergies extraterrestres. Au départ, Red Star a sa force, son endurance et sa rapidité accrues. Ses pouvoirs évoluent et par la suite, il peut prendre une forme énergique semblable au feu.

## Adaptation à d'autres médias

### Teen Titans
En 2006, le personnage de fiction est introduit dans l'épisode 58 de la cinquième saison de la série animée Teen Titans : Les Jeunes Titans. À la différence des comics, ses pouvoirs ne sont pas d'origine extraterrestre. Leonid Kovar est un ancien soldat russe, volontaire pour une expérience destinée à créer le soldat parfait à la manière de Captain America chez Marvel comics. L'expérience semble être une réussite, malheureusement, des effets secondaires apparaissent. En cas de surcharge d'énergie, il devient une bombe vivante capable de provoquer involontairement de terribles explosions lorsqu'il relâche son surplus d'énergie. Il s'isole dans une ancienne base pour ne blesser personne.
Une créature générant les mêmes explosions commence à dévaster les villes des environs. Les habitants accusent Red Star. Attirés par un appel de détresse, les Titans se rendent sur place. Après un affrontement avec la créature, Starfire est séparée du groupe. Red Star la trouve inconsciente dans la neige et la ramène à sa base pour la mettre à l'abri. À son réveil, l'ex-soldat lui apprend qu'il est l'homme dont parle la population mais nie être responsable des attaques. Une nouvelle attaque de la créature prouve ses dires. Red Star se lie d'amitié avec Starfire et les autres Titans. Robin lui offre un communicateur, faisant de lui un membre honoraire. Red Star se réconcilie avec ses patriotes lorsqu'ils constatent son innocence. Il vainc la créature mais finit en surcharge. Il demande à Starfire de le placer hors d'atteinte de la ville. À contrecœur, la Tamaranienne l'emmène dans l'espace. Il disparaît dans une explosion rouge, laissant supposer sa mort.
Dans l'épisode Appel à tous les Titans, lorsque Red Star est évoqué, on comprend qu'il a survécu.  Dans l'épisode Tous à l'attaque, il apparaît aux côtés de Starfire et de Bumblebee pour porter secours aux autres Titans.

### Arrowverse
Kovar apparait sous le nom de Konstantin Kovar dans l'Arrowverse, plus précisément la série télévisée Arrow où il est un membre important du Gouvernement russe, Général dans l'Armée Russe et dirigeant d'une organisation criminelle majeure de Russie rivale de la Bratva, ce qui fait de lui le concurrent direct d'Anatoly Knyazev.
Il est d'abord mentionné dans la Saison 4 d'Arrow par l'un des alliés d'Oliver Queen comme ayant pris le pouvoir dans son village d'origine et dirigeant par la force. Il apparait dans la saison 5, pour interroger Oliver Queen - qui a intégré la Bratva pour le traquer et le tuer - et le rallier à sa cause, sans succès. Il a passé un marché avec le parrain de la Bratva, Ishmael Gregor, pour un projet majeur, mais Oliver élimine le parrain, ce qui permet à Anatoly Knyazev de devenir le nouveau parrain. Ce dernier comprend que Konstentin Kovar veut tenter un coup d'État en assassinant les membres du Gouvernement Russe avec du Gaz Sarin, mais Oliver met un terme au projet et semble le tuer.
Cependant, Kovar est sauvé par Malcolm Merlyn, qui était venu faire des affaires en Russie dans le cadre de son Programme (qui a lieu durant la première saison), et suit Oliver jusque Lian Yu afin de le torturer et de le tuer, mais encore une fois, Olivier le prend par surprise et finit par le tuer pour de bon.